# Cá voi mõm khoằm Sowerby
Cá voi mõm khoằm Sowerby (danh pháp hai phần: Mesoplodon bidens) là một loài cá trong họ Ziphidae. Cá voi mõm khoằm Sowerby phân bố Đại Tây Dương phía tây và biển Na Uy ở phía đông Đại Tây Dương. Từ 200 đến 1500 mét sâu. Không có ước tính về dân số, tình trạng bảo tồn. Năm 1991, có khoảng 90 ghi nhận sự hiện diện loài này, 80 từ Bắc Đại Tây Dương phía đông và ít hơn 10 từ Tây Bắc Đại Tây Dương, phần lớn các ghi nhận sự hiện diện từ khắp nơi trên quần đảo Anh.
Ngày 10 tháng 1 năm 2009, cá voi mỏ khoằm Sowerby cái đã được tìm thấy tại cảng Fethiye trên bờ biển Aegean của Thổ Nhĩ Kỳ, xa môi trường sống tự nhiên của nó.